# Прага-запад
Окръг Прага-запад (на чешки: Okres Praha-západ) се намира в Средночешки край, Чехия. Площта му е 580,63 km2, а населението му – 137 523 души (2016). Административен център е столицата Прага (която не влиза в територията на самия окръг). В окръга има 79 населени места, от които 10 града и 2 града без право на самоуправление. Код по LAU 1 – CZ020A.

## География
Разположен е в централната част на края. Граничи на изток с Прага, на североизток и югоизток – с окръг Прага-изток. На север, запад и юг граничи с окръзите Бенешов, Пршибрам, Бероун и Мелник на Средночешкия край.

## Градове и население
По данни за 2009 г.:
| Град                 | Население |
| -------------------- | --------- |
| Розтоки              | 7596      |
| Хостивице            | 7095      |
| Йесенице             | 6329      |
| Черношице            | 6101      |
| Рудна                | 4490      |
| Мнишек под Бърди     | 4380      |
| Илове у Прагу        | 4006      |
| Либчице над Вълтавоу | 3315      |
| Добржиховице         | 3251      |
| Ржевнице             | 3117      |

| Общо            | Жени             | Мъже             |
| --------------- | ---------------- | ---------------- |
| 114 912 (100 %) | 58 070 (50,53 %) | 56 842 (49,47 %) |

## Образование
По данни от 2003 г.:
| Вид училище                         | Брой училища |
| ----------------------------------- | ------------ |
| Детски градини                      | 51           |
| Начални училища                     | 42           |
| Гимназии                            | 1            |
| Средни училища и промишлени училища | 1            |
| Средни професионални училища        | 2            |
| Висши професионални училища         | -            |

## Здравеопазване
По данни от 2003 г.:
| Лекари                                      | 135 |
| Болници                                     | 2   |
| Специализирани заведения за лечение и отдих | -   |
| Зъболекари                                  | 31  |
| Аптеки                                      | 13  |

## Транспорт
През окръга, който обкръжава столицата от три страни, преминава част от няколко магистрали, водещи към Прага. Това са D0, D1, D4, D5, D6 и D7. Първокласните пътища (пътища от клас I) са I/4 и I/6. Пътища от клас II в окръга са II/101, II/102, II/104, II/105, II/106, II/115, II/116, II/240, II/241, II/242, II/201, II/603 и II/605.